# Hans-Jürgen Fromm
Hans-Jürgen Fromm (* 26. Juni 1941 in Magdeburg; † 8. Juli 2002 in Nottensdorf) war ein deutscher Tischtennisspieler der DDR. Er nahm an der Weltmeisterschaft 1959 teil.

## Jugend
Fromm war der Sohn von Tischtennisspielern. Er spielte seit 1951 beim Verein BSG Aufbau Börde Magdeburg (heute TTC Börde Magdeburg), in dem später auch sein jüngerer Bruder Wolfgang aktiv war. 1955 wurde er DDR-Meister der Schüler. 1957 und 1958 gewann der die DDR-Mannschaftsmeisterschaft der Jugend. 1958 wurde er für ein Jugendländerspiel in England und für die Jugend-Europameisterschaft in Schweden nominiert.

## Erwachsene
Mit der Herrenmannschaft des BSG Aufbau Börde Magdeburg stieg er am Ende der Saison 1957/58 in die DDR-Oberliga auf. In diesem Jahr wurde er in der DDR-Rangliste auf Platz fünf geführt. Bei den DDR-Meisterschaften gewann er 1959 im Doppel mit Heinz Reimann den Titel. Mit Hans Täger wurde er im Doppel 1961 Dritter und 1963 Zweiter. Im Einzel erreichte er 1959 und 1961 den dritten Platz. 1962 wurde er Hochschulmeister der Uni Magdeburg.
Seinen ersten internationalen Einsatz bei den Herren hatte Fromm im März 1959 in Leipzig. Bei der 0:5-Niederlage gegen England unterlag er dem früheren Weltmeister Johnny Leach.
1959 wurde er für die Individualwettbewerbe der Weltmeisterschaft in Dortmund nominiert. Hier gewann er nach Freilos gegen Laurie Landry (England) und verlor in der dritten Runde gegen den Chinesen Yang Jui-Hua. Das Doppel mit Heinz Reimann schied in der ersten Runde gegen Jaroslav Staněk/Josef Posejpal (TCH) aus.
Bis 1992 spielte Fromm in Magdeburg, dann übersiedelte er nach Buxtehude.

## Privat
1959 begann Fromm ein Studium der Fachrichtung Fertigungstechnik an der TH Magdeburg, das er mit dem Diplom abschloss. 1963 heiratete er die Tischtennisspielerin Erika Bernard, mit ihr hatte er eine Tochter. Beruflich arbeitete er als Konstrukteur und Projektleiter in der DDR und oft auch im osteuropäischen Ausland. 1986 heiratete er nochmals, zog aus beruflichen Gründen nach Buxtehude um und wurde auf Baustellen in Schweden, Brasilien und Indonesien eingesetzt. Er starb 2002 an der Krankheit Amyotrophe Lateralsklerose (ALS).

## Turnierergebnisse
| Verband | Veranstaltung     | Jahr | Ort      | Land | Einzel    | Doppel     | Mixed     | Team |
| ------- | ----------------- | ---- | -------- | ---- | --------- | ---------- | --------- | ---- |
| GDR     | Weltmeisterschaft | 1959 | Dortmund | FRG  | letzte 64 | letzte 128 | letzte 64 | 17   |